# Tricentrus aleuritis
Tricentrus aleuritis är en insektsart som beskrevs av Chou 1975. Tricentrus aleuritis ingår i släktet Tricentrus och familjen hornstritar. Inga underarter finns listade i Catalogue of Life.